# Pentobesa placida
Pentobesa placida är en fjärilsart som beskrevs av William Schaus 1910. Pentobesa placida ingår i släktet Pentobesa och familjen tandspinnare. Inga underarter finns listade i Catalogue of Life.